# Therion texanum
Therion texanum är en stekelart som först beskrevs av William Harris Ashmead 1890.  Therion texanum ingår i släktet Therion och familjen brokparasitsteklar. Inga underarter finns listade i Catalogue of Life.